# Meteorítica

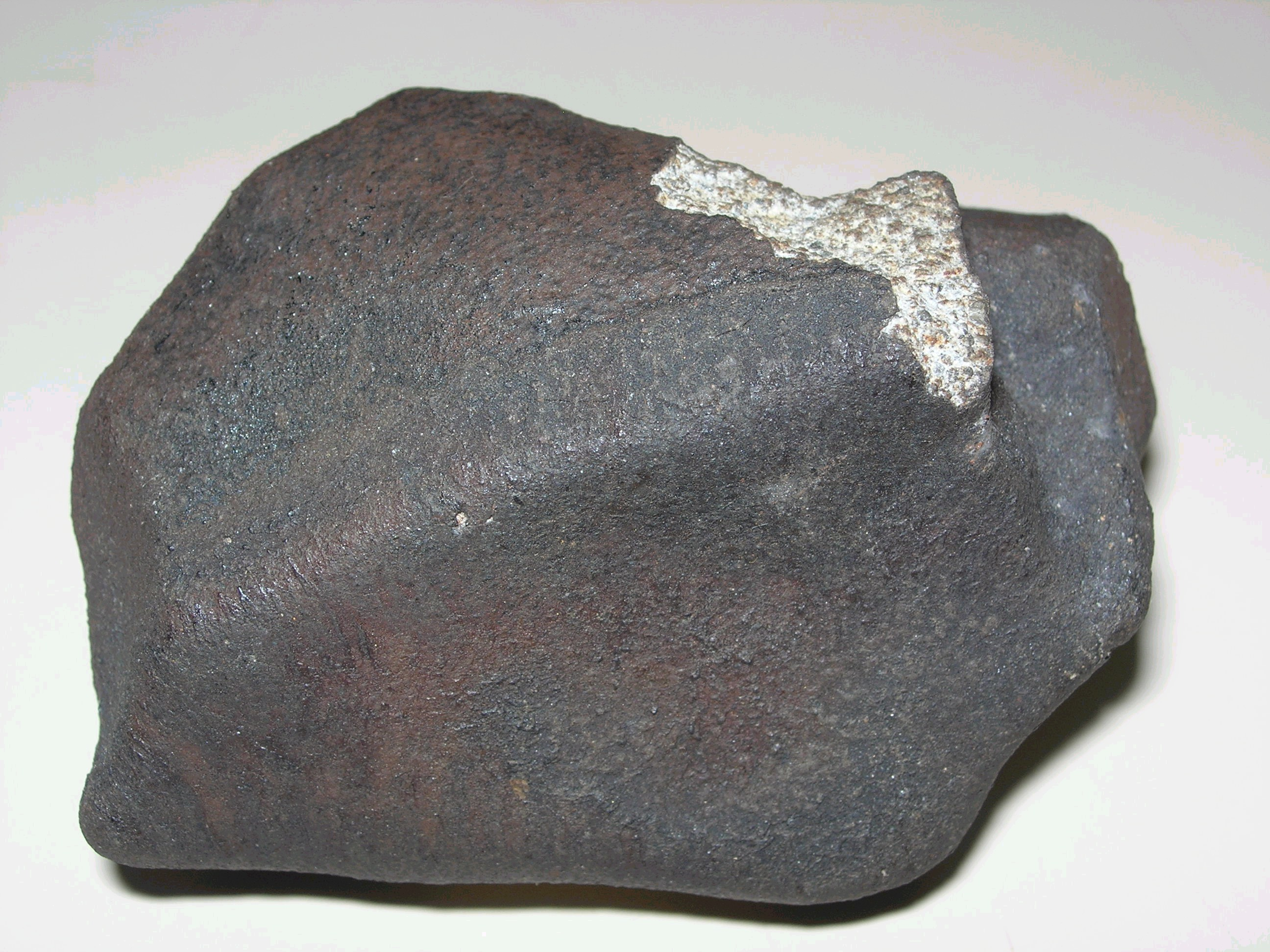
Meteorito Marília, condrito H4 caido em Marília-SP, em 05/10/1971, às 5:00p.m.

Meteorítica é a ciência que lida com meteoritos e outros materiais extraterrestres que ajudam nosso conhecimento da origem e da história do sistema solar. Um especialista que estuda a meteorítica é conhecido como meteoriticista.